# Noël Chavy
Noël Chavy, né le 14 décembre 1933 à Courbouzon (Jura),, est un coureur cycliste français.

## Biographie
Noël Chavy commence la compétition cycliste à l'âge de quinze ans. Ancienne figure du cyclisme jurassien, il fut l'un des meilleurs amateurs français pendant dix-neuf ans. Son palmarès compte plus de 150 victoires,, parmi lesquelles le Circuit des Mines 1959, le Circuit des Ardennes 1961 ou encore le Circuit du Jura 1964. Il a été licencié au VC Lédonien ainsi qu'au MVC Valentigney.
En 1953, il se classe troisième du Grand Prix de France mais surtout neuvième du Grand Prix des Nations, parmi les professionnels. Il est également sélectionné en équipe de France amateurs en 1961 pour participer à la Course de la Paix.

## Palmarès
- 1951
  - Champion de Franche-Comté de poursuite
- 1953
  - 3e du Grand Prix de France
- 1959
  - Circuit des Mines :
    - Classement général
    - 2eb étape (contre-la-montre par équipes)

  - 3e de Bourg-Genève-Bourg
- 1960
  - 3e du Critérium du Printemps
- 1961
  - Critérium du Printemps
  - Circuit des Ardennes
- 1964
  - Champion de Franche-Comté sur route indépendants
  - Circuit Gruet du Jura :
    - Classement général
    - Deux étapes

  - Circuit du Morvan